# Friedrich Chlubna
Friedrich Chlubna (Mattighofen, 15 aprile 1946 – Vienna, 6 gennaio 2005) è stato un compositore di scacchi austriaco.

## Biografia
Cominciò a comporre problemi di scacchi a 13 anni, inizialmente guidato da suo padre e poi dal compositore austriaco Josef Halumbirek.
Ha pubblicato circa 530 problemi di vari generi, dai classici problemi diretti in due e tre mosse agli aiutomatti e ai Fairy.
La IFCC gli attribuì i titoli di Maestro Internazionale della Composizione (1971) e Giudice Internazionale per la Composizione (1979) . 
Redattore per molti anni della sezione problemi della rivista austriaca Schach Aktiv, dal 1983 fu anche redattore della sezione problemi della rivista tedesca Deutschen Schachblätter. 
Pubblicò diversi libri sulla composizione di problemi, tra cui: 
- Versunkene Schätze (1994)
- Dreiklang und Schach für Nußknacker. Eine Einführung in die Welt des Schachproblems (1994)
- Das Matt des weißen Königs, sui problemi di automatto (1995)
- Deceptive Simplicity, con John Roycroft (1998)

Di professione tecnico di una compagnia elettrica, dal 1980 diventò critico di musica classica per varie riviste. Dal 1992 pubblicò anche recensioni di CD di musica classica. Chlubna visse sempre da scapolo assieme con la madre a Vienna.
Due suoi problemi:

|   | a | b | c | d | e | f | g | h |   |
| 8 | a8 re del bianco · b8 cavallo del nero · g8 alfiere del bianco · a7 pedone del bianco · c7 alfiere del nero · b6 torre del nero · c6 pedone del bianco · b5 torre del nero · e5 cavallo del bianco · f5 donna del bianco · h5 donna del nero · b4 pedone del nero · d4 re del nero · e4 pedone del bianco · f4 torre del bianco · d3 cavallo del bianco · f3 pedone del bianco · c2 pedone del bianco · d2 pedone del bianco | a8 re del bianco · b8 cavallo del nero · g8 alfiere del bianco · a7 pedone del bianco · c7 alfiere del nero · b6 torre del nero · c6 pedone del bianco · b5 torre del nero · e5 cavallo del bianco · f5 donna del bianco · h5 donna del nero · b4 pedone del nero · d4 re del nero · e4 pedone del bianco · f4 torre del bianco · d3 cavallo del bianco · f3 pedone del bianco · c2 pedone del bianco · d2 pedone del bianco | a8 re del bianco · b8 cavallo del nero · g8 alfiere del bianco · a7 pedone del bianco · c7 alfiere del nero · b6 torre del nero · c6 pedone del bianco · b5 torre del nero · e5 cavallo del bianco · f5 donna del bianco · h5 donna del nero · b4 pedone del nero · d4 re del nero · e4 pedone del bianco · f4 torre del bianco · d3 cavallo del bianco · f3 pedone del bianco · c2 pedone del bianco · d2 pedone del bianco | a8 re del bianco · b8 cavallo del nero · g8 alfiere del bianco · a7 pedone del bianco · c7 alfiere del nero · b6 torre del nero · c6 pedone del bianco · b5 torre del nero · e5 cavallo del bianco · f5 donna del bianco · h5 donna del nero · b4 pedone del nero · d4 re del nero · e4 pedone del bianco · f4 torre del bianco · d3 cavallo del bianco · f3 pedone del bianco · c2 pedone del bianco · d2 pedone del bianco | a8 re del bianco · b8 cavallo del nero · g8 alfiere del bianco · a7 pedone del bianco · c7 alfiere del nero · b6 torre del nero · c6 pedone del bianco · b5 torre del nero · e5 cavallo del bianco · f5 donna del bianco · h5 donna del nero · b4 pedone del nero · d4 re del nero · e4 pedone del bianco · f4 torre del bianco · d3 cavallo del bianco · f3 pedone del bianco · c2 pedone del bianco · d2 pedone del bianco | a8 re del bianco · b8 cavallo del nero · g8 alfiere del bianco · a7 pedone del bianco · c7 alfiere del nero · b6 torre del nero · c6 pedone del bianco · b5 torre del nero · e5 cavallo del bianco · f5 donna del bianco · h5 donna del nero · b4 pedone del nero · d4 re del nero · e4 pedone del bianco · f4 torre del bianco · d3 cavallo del bianco · f3 pedone del bianco · c2 pedone del bianco · d2 pedone del bianco | a8 re del bianco · b8 cavallo del nero · g8 alfiere del bianco · a7 pedone del bianco · c7 alfiere del nero · b6 torre del nero · c6 pedone del bianco · b5 torre del nero · e5 cavallo del bianco · f5 donna del bianco · h5 donna del nero · b4 pedone del nero · d4 re del nero · e4 pedone del bianco · f4 torre del bianco · d3 cavallo del bianco · f3 pedone del bianco · c2 pedone del bianco · d2 pedone del bianco | a8 re del bianco · b8 cavallo del nero · g8 alfiere del bianco · a7 pedone del bianco · c7 alfiere del nero · b6 torre del nero · c6 pedone del bianco · b5 torre del nero · e5 cavallo del bianco · f5 donna del bianco · h5 donna del nero · b4 pedone del nero · d4 re del nero · e4 pedone del bianco · f4 torre del bianco · d3 cavallo del bianco · f3 pedone del bianco · c2 pedone del bianco · d2 pedone del bianco | 8 |
| 7 | a8 re del bianco · b8 cavallo del nero · g8 alfiere del bianco · a7 pedone del bianco · c7 alfiere del nero · b6 torre del nero · c6 pedone del bianco · b5 torre del nero · e5 cavallo del bianco · f5 donna del bianco · h5 donna del nero · b4 pedone del nero · d4 re del nero · e4 pedone del bianco · f4 torre del bianco · d3 cavallo del bianco · f3 pedone del bianco · c2 pedone del bianco · d2 pedone del bianco | a8 re del bianco · b8 cavallo del nero · g8 alfiere del bianco · a7 pedone del bianco · c7 alfiere del nero · b6 torre del nero · c6 pedone del bianco · b5 torre del nero · e5 cavallo del bianco · f5 donna del bianco · h5 donna del nero · b4 pedone del nero · d4 re del nero · e4 pedone del bianco · f4 torre del bianco · d3 cavallo del bianco · f3 pedone del bianco · c2 pedone del bianco · d2 pedone del bianco | a8 re del bianco · b8 cavallo del nero · g8 alfiere del bianco · a7 pedone del bianco · c7 alfiere del nero · b6 torre del nero · c6 pedone del bianco · b5 torre del nero · e5 cavallo del bianco · f5 donna del bianco · h5 donna del nero · b4 pedone del nero · d4 re del nero · e4 pedone del bianco · f4 torre del bianco · d3 cavallo del bianco · f3 pedone del bianco · c2 pedone del bianco · d2 pedone del bianco | a8 re del bianco · b8 cavallo del nero · g8 alfiere del bianco · a7 pedone del bianco · c7 alfiere del nero · b6 torre del nero · c6 pedone del bianco · b5 torre del nero · e5 cavallo del bianco · f5 donna del bianco · h5 donna del nero · b4 pedone del nero · d4 re del nero · e4 pedone del bianco · f4 torre del bianco · d3 cavallo del bianco · f3 pedone del bianco · c2 pedone del bianco · d2 pedone del bianco | a8 re del bianco · b8 cavallo del nero · g8 alfiere del bianco · a7 pedone del bianco · c7 alfiere del nero · b6 torre del nero · c6 pedone del bianco · b5 torre del nero · e5 cavallo del bianco · f5 donna del bianco · h5 donna del nero · b4 pedone del nero · d4 re del nero · e4 pedone del bianco · f4 torre del bianco · d3 cavallo del bianco · f3 pedone del bianco · c2 pedone del bianco · d2 pedone del bianco | a8 re del bianco · b8 cavallo del nero · g8 alfiere del bianco · a7 pedone del bianco · c7 alfiere del nero · b6 torre del nero · c6 pedone del bianco · b5 torre del nero · e5 cavallo del bianco · f5 donna del bianco · h5 donna del nero · b4 pedone del nero · d4 re del nero · e4 pedone del bianco · f4 torre del bianco · d3 cavallo del bianco · f3 pedone del bianco · c2 pedone del bianco · d2 pedone del bianco | a8 re del bianco · b8 cavallo del nero · g8 alfiere del bianco · a7 pedone del bianco · c7 alfiere del nero · b6 torre del nero · c6 pedone del bianco · b5 torre del nero · e5 cavallo del bianco · f5 donna del bianco · h5 donna del nero · b4 pedone del nero · d4 re del nero · e4 pedone del bianco · f4 torre del bianco · d3 cavallo del bianco · f3 pedone del bianco · c2 pedone del bianco · d2 pedone del bianco | a8 re del bianco · b8 cavallo del nero · g8 alfiere del bianco · a7 pedone del bianco · c7 alfiere del nero · b6 torre del nero · c6 pedone del bianco · b5 torre del nero · e5 cavallo del bianco · f5 donna del bianco · h5 donna del nero · b4 pedone del nero · d4 re del nero · e4 pedone del bianco · f4 torre del bianco · d3 cavallo del bianco · f3 pedone del bianco · c2 pedone del bianco · d2 pedone del bianco | 7 |
| 6 | a8 re del bianco · b8 cavallo del nero · g8 alfiere del bianco · a7 pedone del bianco · c7 alfiere del nero · b6 torre del nero · c6 pedone del bianco · b5 torre del nero · e5 cavallo del bianco · f5 donna del bianco · h5 donna del nero · b4 pedone del nero · d4 re del nero · e4 pedone del bianco · f4 torre del bianco · d3 cavallo del bianco · f3 pedone del bianco · c2 pedone del bianco · d2 pedone del bianco | a8 re del bianco · b8 cavallo del nero · g8 alfiere del bianco · a7 pedone del bianco · c7 alfiere del nero · b6 torre del nero · c6 pedone del bianco · b5 torre del nero · e5 cavallo del bianco · f5 donna del bianco · h5 donna del nero · b4 pedone del nero · d4 re del nero · e4 pedone del bianco · f4 torre del bianco · d3 cavallo del bianco · f3 pedone del bianco · c2 pedone del bianco · d2 pedone del bianco | a8 re del bianco · b8 cavallo del nero · g8 alfiere del bianco · a7 pedone del bianco · c7 alfiere del nero · b6 torre del nero · c6 pedone del bianco · b5 torre del nero · e5 cavallo del bianco · f5 donna del bianco · h5 donna del nero · b4 pedone del nero · d4 re del nero · e4 pedone del bianco · f4 torre del bianco · d3 cavallo del bianco · f3 pedone del bianco · c2 pedone del bianco · d2 pedone del bianco | a8 re del bianco · b8 cavallo del nero · g8 alfiere del bianco · a7 pedone del bianco · c7 alfiere del nero · b6 torre del nero · c6 pedone del bianco · b5 torre del nero · e5 cavallo del bianco · f5 donna del bianco · h5 donna del nero · b4 pedone del nero · d4 re del nero · e4 pedone del bianco · f4 torre del bianco · d3 cavallo del bianco · f3 pedone del bianco · c2 pedone del bianco · d2 pedone del bianco | a8 re del bianco · b8 cavallo del nero · g8 alfiere del bianco · a7 pedone del bianco · c7 alfiere del nero · b6 torre del nero · c6 pedone del bianco · b5 torre del nero · e5 cavallo del bianco · f5 donna del bianco · h5 donna del nero · b4 pedone del nero · d4 re del nero · e4 pedone del bianco · f4 torre del bianco · d3 cavallo del bianco · f3 pedone del bianco · c2 pedone del bianco · d2 pedone del bianco | a8 re del bianco · b8 cavallo del nero · g8 alfiere del bianco · a7 pedone del bianco · c7 alfiere del nero · b6 torre del nero · c6 pedone del bianco · b5 torre del nero · e5 cavallo del bianco · f5 donna del bianco · h5 donna del nero · b4 pedone del nero · d4 re del nero · e4 pedone del bianco · f4 torre del bianco · d3 cavallo del bianco · f3 pedone del bianco · c2 pedone del bianco · d2 pedone del bianco | a8 re del bianco · b8 cavallo del nero · g8 alfiere del bianco · a7 pedone del bianco · c7 alfiere del nero · b6 torre del nero · c6 pedone del bianco · b5 torre del nero · e5 cavallo del bianco · f5 donna del bianco · h5 donna del nero · b4 pedone del nero · d4 re del nero · e4 pedone del bianco · f4 torre del bianco · d3 cavallo del bianco · f3 pedone del bianco · c2 pedone del bianco · d2 pedone del bianco | a8 re del bianco · b8 cavallo del nero · g8 alfiere del bianco · a7 pedone del bianco · c7 alfiere del nero · b6 torre del nero · c6 pedone del bianco · b5 torre del nero · e5 cavallo del bianco · f5 donna del bianco · h5 donna del nero · b4 pedone del nero · d4 re del nero · e4 pedone del bianco · f4 torre del bianco · d3 cavallo del bianco · f3 pedone del bianco · c2 pedone del bianco · d2 pedone del bianco | 6 |
| 5 | a8 re del bianco · b8 cavallo del nero · g8 alfiere del bianco · a7 pedone del bianco · c7 alfiere del nero · b6 torre del nero · c6 pedone del bianco · b5 torre del nero · e5 cavallo del bianco · f5 donna del bianco · h5 donna del nero · b4 pedone del nero · d4 re del nero · e4 pedone del bianco · f4 torre del bianco · d3 cavallo del bianco · f3 pedone del bianco · c2 pedone del bianco · d2 pedone del bianco | a8 re del bianco · b8 cavallo del nero · g8 alfiere del bianco · a7 pedone del bianco · c7 alfiere del nero · b6 torre del nero · c6 pedone del bianco · b5 torre del nero · e5 cavallo del bianco · f5 donna del bianco · h5 donna del nero · b4 pedone del nero · d4 re del nero · e4 pedone del bianco · f4 torre del bianco · d3 cavallo del bianco · f3 pedone del bianco · c2 pedone del bianco · d2 pedone del bianco | a8 re del bianco · b8 cavallo del nero · g8 alfiere del bianco · a7 pedone del bianco · c7 alfiere del nero · b6 torre del nero · c6 pedone del bianco · b5 torre del nero · e5 cavallo del bianco · f5 donna del bianco · h5 donna del nero · b4 pedone del nero · d4 re del nero · e4 pedone del bianco · f4 torre del bianco · d3 cavallo del bianco · f3 pedone del bianco · c2 pedone del bianco · d2 pedone del bianco | a8 re del bianco · b8 cavallo del nero · g8 alfiere del bianco · a7 pedone del bianco · c7 alfiere del nero · b6 torre del nero · c6 pedone del bianco · b5 torre del nero · e5 cavallo del bianco · f5 donna del bianco · h5 donna del nero · b4 pedone del nero · d4 re del nero · e4 pedone del bianco · f4 torre del bianco · d3 cavallo del bianco · f3 pedone del bianco · c2 pedone del bianco · d2 pedone del bianco | a8 re del bianco · b8 cavallo del nero · g8 alfiere del bianco · a7 pedone del bianco · c7 alfiere del nero · b6 torre del nero · c6 pedone del bianco · b5 torre del nero · e5 cavallo del bianco · f5 donna del bianco · h5 donna del nero · b4 pedone del nero · d4 re del nero · e4 pedone del bianco · f4 torre del bianco · d3 cavallo del bianco · f3 pedone del bianco · c2 pedone del bianco · d2 pedone del bianco | a8 re del bianco · b8 cavallo del nero · g8 alfiere del bianco · a7 pedone del bianco · c7 alfiere del nero · b6 torre del nero · c6 pedone del bianco · b5 torre del nero · e5 cavallo del bianco · f5 donna del bianco · h5 donna del nero · b4 pedone del nero · d4 re del nero · e4 pedone del bianco · f4 torre del bianco · d3 cavallo del bianco · f3 pedone del bianco · c2 pedone del bianco · d2 pedone del bianco | a8 re del bianco · b8 cavallo del nero · g8 alfiere del bianco · a7 pedone del bianco · c7 alfiere del nero · b6 torre del nero · c6 pedone del bianco · b5 torre del nero · e5 cavallo del bianco · f5 donna del bianco · h5 donna del nero · b4 pedone del nero · d4 re del nero · e4 pedone del bianco · f4 torre del bianco · d3 cavallo del bianco · f3 pedone del bianco · c2 pedone del bianco · d2 pedone del bianco | a8 re del bianco · b8 cavallo del nero · g8 alfiere del bianco · a7 pedone del bianco · c7 alfiere del nero · b6 torre del nero · c6 pedone del bianco · b5 torre del nero · e5 cavallo del bianco · f5 donna del bianco · h5 donna del nero · b4 pedone del nero · d4 re del nero · e4 pedone del bianco · f4 torre del bianco · d3 cavallo del bianco · f3 pedone del bianco · c2 pedone del bianco · d2 pedone del bianco | 5 |
| 4 | a8 re del bianco · b8 cavallo del nero · g8 alfiere del bianco · a7 pedone del bianco · c7 alfiere del nero · b6 torre del nero · c6 pedone del bianco · b5 torre del nero · e5 cavallo del bianco · f5 donna del bianco · h5 donna del nero · b4 pedone del nero · d4 re del nero · e4 pedone del bianco · f4 torre del bianco · d3 cavallo del bianco · f3 pedone del bianco · c2 pedone del bianco · d2 pedone del bianco | a8 re del bianco · b8 cavallo del nero · g8 alfiere del bianco · a7 pedone del bianco · c7 alfiere del nero · b6 torre del nero · c6 pedone del bianco · b5 torre del nero · e5 cavallo del bianco · f5 donna del bianco · h5 donna del nero · b4 pedone del nero · d4 re del nero · e4 pedone del bianco · f4 torre del bianco · d3 cavallo del bianco · f3 pedone del bianco · c2 pedone del bianco · d2 pedone del bianco | a8 re del bianco · b8 cavallo del nero · g8 alfiere del bianco · a7 pedone del bianco · c7 alfiere del nero · b6 torre del nero · c6 pedone del bianco · b5 torre del nero · e5 cavallo del bianco · f5 donna del bianco · h5 donna del nero · b4 pedone del nero · d4 re del nero · e4 pedone del bianco · f4 torre del bianco · d3 cavallo del bianco · f3 pedone del bianco · c2 pedone del bianco · d2 pedone del bianco | a8 re del bianco · b8 cavallo del nero · g8 alfiere del bianco · a7 pedone del bianco · c7 alfiere del nero · b6 torre del nero · c6 pedone del bianco · b5 torre del nero · e5 cavallo del bianco · f5 donna del bianco · h5 donna del nero · b4 pedone del nero · d4 re del nero · e4 pedone del bianco · f4 torre del bianco · d3 cavallo del bianco · f3 pedone del bianco · c2 pedone del bianco · d2 pedone del bianco | a8 re del bianco · b8 cavallo del nero · g8 alfiere del bianco · a7 pedone del bianco · c7 alfiere del nero · b6 torre del nero · c6 pedone del bianco · b5 torre del nero · e5 cavallo del bianco · f5 donna del bianco · h5 donna del nero · b4 pedone del nero · d4 re del nero · e4 pedone del bianco · f4 torre del bianco · d3 cavallo del bianco · f3 pedone del bianco · c2 pedone del bianco · d2 pedone del bianco | a8 re del bianco · b8 cavallo del nero · g8 alfiere del bianco · a7 pedone del bianco · c7 alfiere del nero · b6 torre del nero · c6 pedone del bianco · b5 torre del nero · e5 cavallo del bianco · f5 donna del bianco · h5 donna del nero · b4 pedone del nero · d4 re del nero · e4 pedone del bianco · f4 torre del bianco · d3 cavallo del bianco · f3 pedone del bianco · c2 pedone del bianco · d2 pedone del bianco | a8 re del bianco · b8 cavallo del nero · g8 alfiere del bianco · a7 pedone del bianco · c7 alfiere del nero · b6 torre del nero · c6 pedone del bianco · b5 torre del nero · e5 cavallo del bianco · f5 donna del bianco · h5 donna del nero · b4 pedone del nero · d4 re del nero · e4 pedone del bianco · f4 torre del bianco · d3 cavallo del bianco · f3 pedone del bianco · c2 pedone del bianco · d2 pedone del bianco | a8 re del bianco · b8 cavallo del nero · g8 alfiere del bianco · a7 pedone del bianco · c7 alfiere del nero · b6 torre del nero · c6 pedone del bianco · b5 torre del nero · e5 cavallo del bianco · f5 donna del bianco · h5 donna del nero · b4 pedone del nero · d4 re del nero · e4 pedone del bianco · f4 torre del bianco · d3 cavallo del bianco · f3 pedone del bianco · c2 pedone del bianco · d2 pedone del bianco | 4 |
| 3 | a8 re del bianco · b8 cavallo del nero · g8 alfiere del bianco · a7 pedone del bianco · c7 alfiere del nero · b6 torre del nero · c6 pedone del bianco · b5 torre del nero · e5 cavallo del bianco · f5 donna del bianco · h5 donna del nero · b4 pedone del nero · d4 re del nero · e4 pedone del bianco · f4 torre del bianco · d3 cavallo del bianco · f3 pedone del bianco · c2 pedone del bianco · d2 pedone del bianco | a8 re del bianco · b8 cavallo del nero · g8 alfiere del bianco · a7 pedone del bianco · c7 alfiere del nero · b6 torre del nero · c6 pedone del bianco · b5 torre del nero · e5 cavallo del bianco · f5 donna del bianco · h5 donna del nero · b4 pedone del nero · d4 re del nero · e4 pedone del bianco · f4 torre del bianco · d3 cavallo del bianco · f3 pedone del bianco · c2 pedone del bianco · d2 pedone del bianco | a8 re del bianco · b8 cavallo del nero · g8 alfiere del bianco · a7 pedone del bianco · c7 alfiere del nero · b6 torre del nero · c6 pedone del bianco · b5 torre del nero · e5 cavallo del bianco · f5 donna del bianco · h5 donna del nero · b4 pedone del nero · d4 re del nero · e4 pedone del bianco · f4 torre del bianco · d3 cavallo del bianco · f3 pedone del bianco · c2 pedone del bianco · d2 pedone del bianco | a8 re del bianco · b8 cavallo del nero · g8 alfiere del bianco · a7 pedone del bianco · c7 alfiere del nero · b6 torre del nero · c6 pedone del bianco · b5 torre del nero · e5 cavallo del bianco · f5 donna del bianco · h5 donna del nero · b4 pedone del nero · d4 re del nero · e4 pedone del bianco · f4 torre del bianco · d3 cavallo del bianco · f3 pedone del bianco · c2 pedone del bianco · d2 pedone del bianco | a8 re del bianco · b8 cavallo del nero · g8 alfiere del bianco · a7 pedone del bianco · c7 alfiere del nero · b6 torre del nero · c6 pedone del bianco · b5 torre del nero · e5 cavallo del bianco · f5 donna del bianco · h5 donna del nero · b4 pedone del nero · d4 re del nero · e4 pedone del bianco · f4 torre del bianco · d3 cavallo del bianco · f3 pedone del bianco · c2 pedone del bianco · d2 pedone del bianco | a8 re del bianco · b8 cavallo del nero · g8 alfiere del bianco · a7 pedone del bianco · c7 alfiere del nero · b6 torre del nero · c6 pedone del bianco · b5 torre del nero · e5 cavallo del bianco · f5 donna del bianco · h5 donna del nero · b4 pedone del nero · d4 re del nero · e4 pedone del bianco · f4 torre del bianco · d3 cavallo del bianco · f3 pedone del bianco · c2 pedone del bianco · d2 pedone del bianco | a8 re del bianco · b8 cavallo del nero · g8 alfiere del bianco · a7 pedone del bianco · c7 alfiere del nero · b6 torre del nero · c6 pedone del bianco · b5 torre del nero · e5 cavallo del bianco · f5 donna del bianco · h5 donna del nero · b4 pedone del nero · d4 re del nero · e4 pedone del bianco · f4 torre del bianco · d3 cavallo del bianco · f3 pedone del bianco · c2 pedone del bianco · d2 pedone del bianco | a8 re del bianco · b8 cavallo del nero · g8 alfiere del bianco · a7 pedone del bianco · c7 alfiere del nero · b6 torre del nero · c6 pedone del bianco · b5 torre del nero · e5 cavallo del bianco · f5 donna del bianco · h5 donna del nero · b4 pedone del nero · d4 re del nero · e4 pedone del bianco · f4 torre del bianco · d3 cavallo del bianco · f3 pedone del bianco · c2 pedone del bianco · d2 pedone del bianco | 3 |
| 2 | a8 re del bianco · b8 cavallo del nero · g8 alfiere del bianco · a7 pedone del bianco · c7 alfiere del nero · b6 torre del nero · c6 pedone del bianco · b5 torre del nero · e5 cavallo del bianco · f5 donna del bianco · h5 donna del nero · b4 pedone del nero · d4 re del nero · e4 pedone del bianco · f4 torre del bianco · d3 cavallo del bianco · f3 pedone del bianco · c2 pedone del bianco · d2 pedone del bianco | a8 re del bianco · b8 cavallo del nero · g8 alfiere del bianco · a7 pedone del bianco · c7 alfiere del nero · b6 torre del nero · c6 pedone del bianco · b5 torre del nero · e5 cavallo del bianco · f5 donna del bianco · h5 donna del nero · b4 pedone del nero · d4 re del nero · e4 pedone del bianco · f4 torre del bianco · d3 cavallo del bianco · f3 pedone del bianco · c2 pedone del bianco · d2 pedone del bianco | a8 re del bianco · b8 cavallo del nero · g8 alfiere del bianco · a7 pedone del bianco · c7 alfiere del nero · b6 torre del nero · c6 pedone del bianco · b5 torre del nero · e5 cavallo del bianco · f5 donna del bianco · h5 donna del nero · b4 pedone del nero · d4 re del nero · e4 pedone del bianco · f4 torre del bianco · d3 cavallo del bianco · f3 pedone del bianco · c2 pedone del bianco · d2 pedone del bianco | a8 re del bianco · b8 cavallo del nero · g8 alfiere del bianco · a7 pedone del bianco · c7 alfiere del nero · b6 torre del nero · c6 pedone del bianco · b5 torre del nero · e5 cavallo del bianco · f5 donna del bianco · h5 donna del nero · b4 pedone del nero · d4 re del nero · e4 pedone del bianco · f4 torre del bianco · d3 cavallo del bianco · f3 pedone del bianco · c2 pedone del bianco · d2 pedone del bianco | a8 re del bianco · b8 cavallo del nero · g8 alfiere del bianco · a7 pedone del bianco · c7 alfiere del nero · b6 torre del nero · c6 pedone del bianco · b5 torre del nero · e5 cavallo del bianco · f5 donna del bianco · h5 donna del nero · b4 pedone del nero · d4 re del nero · e4 pedone del bianco · f4 torre del bianco · d3 cavallo del bianco · f3 pedone del bianco · c2 pedone del bianco · d2 pedone del bianco | a8 re del bianco · b8 cavallo del nero · g8 alfiere del bianco · a7 pedone del bianco · c7 alfiere del nero · b6 torre del nero · c6 pedone del bianco · b5 torre del nero · e5 cavallo del bianco · f5 donna del bianco · h5 donna del nero · b4 pedone del nero · d4 re del nero · e4 pedone del bianco · f4 torre del bianco · d3 cavallo del bianco · f3 pedone del bianco · c2 pedone del bianco · d2 pedone del bianco | a8 re del bianco · b8 cavallo del nero · g8 alfiere del bianco · a7 pedone del bianco · c7 alfiere del nero · b6 torre del nero · c6 pedone del bianco · b5 torre del nero · e5 cavallo del bianco · f5 donna del bianco · h5 donna del nero · b4 pedone del nero · d4 re del nero · e4 pedone del bianco · f4 torre del bianco · d3 cavallo del bianco · f3 pedone del bianco · c2 pedone del bianco · d2 pedone del bianco | a8 re del bianco · b8 cavallo del nero · g8 alfiere del bianco · a7 pedone del bianco · c7 alfiere del nero · b6 torre del nero · c6 pedone del bianco · b5 torre del nero · e5 cavallo del bianco · f5 donna del bianco · h5 donna del nero · b4 pedone del nero · d4 re del nero · e4 pedone del bianco · f4 torre del bianco · d3 cavallo del bianco · f3 pedone del bianco · c2 pedone del bianco · d2 pedone del bianco | 2 |
| 1 | a8 re del bianco · b8 cavallo del nero · g8 alfiere del bianco · a7 pedone del bianco · c7 alfiere del nero · b6 torre del nero · c6 pedone del bianco · b5 torre del nero · e5 cavallo del bianco · f5 donna del bianco · h5 donna del nero · b4 pedone del nero · d4 re del nero · e4 pedone del bianco · f4 torre del bianco · d3 cavallo del bianco · f3 pedone del bianco · c2 pedone del bianco · d2 pedone del bianco | a8 re del bianco · b8 cavallo del nero · g8 alfiere del bianco · a7 pedone del bianco · c7 alfiere del nero · b6 torre del nero · c6 pedone del bianco · b5 torre del nero · e5 cavallo del bianco · f5 donna del bianco · h5 donna del nero · b4 pedone del nero · d4 re del nero · e4 pedone del bianco · f4 torre del bianco · d3 cavallo del bianco · f3 pedone del bianco · c2 pedone del bianco · d2 pedone del bianco | a8 re del bianco · b8 cavallo del nero · g8 alfiere del bianco · a7 pedone del bianco · c7 alfiere del nero · b6 torre del nero · c6 pedone del bianco · b5 torre del nero · e5 cavallo del bianco · f5 donna del bianco · h5 donna del nero · b4 pedone del nero · d4 re del nero · e4 pedone del bianco · f4 torre del bianco · d3 cavallo del bianco · f3 pedone del bianco · c2 pedone del bianco · d2 pedone del bianco | a8 re del bianco · b8 cavallo del nero · g8 alfiere del bianco · a7 pedone del bianco · c7 alfiere del nero · b6 torre del nero · c6 pedone del bianco · b5 torre del nero · e5 cavallo del bianco · f5 donna del bianco · h5 donna del nero · b4 pedone del nero · d4 re del nero · e4 pedone del bianco · f4 torre del bianco · d3 cavallo del bianco · f3 pedone del bianco · c2 pedone del bianco · d2 pedone del bianco | a8 re del bianco · b8 cavallo del nero · g8 alfiere del bianco · a7 pedone del bianco · c7 alfiere del nero · b6 torre del nero · c6 pedone del bianco · b5 torre del nero · e5 cavallo del bianco · f5 donna del bianco · h5 donna del nero · b4 pedone del nero · d4 re del nero · e4 pedone del bianco · f4 torre del bianco · d3 cavallo del bianco · f3 pedone del bianco · c2 pedone del bianco · d2 pedone del bianco | a8 re del bianco · b8 cavallo del nero · g8 alfiere del bianco · a7 pedone del bianco · c7 alfiere del nero · b6 torre del nero · c6 pedone del bianco · b5 torre del nero · e5 cavallo del bianco · f5 donna del bianco · h5 donna del nero · b4 pedone del nero · d4 re del nero · e4 pedone del bianco · f4 torre del bianco · d3 cavallo del bianco · f3 pedone del bianco · c2 pedone del bianco · d2 pedone del bianco | a8 re del bianco · b8 cavallo del nero · g8 alfiere del bianco · a7 pedone del bianco · c7 alfiere del nero · b6 torre del nero · c6 pedone del bianco · b5 torre del nero · e5 cavallo del bianco · f5 donna del bianco · h5 donna del nero · b4 pedone del nero · d4 re del nero · e4 pedone del bianco · f4 torre del bianco · d3 cavallo del bianco · f3 pedone del bianco · c2 pedone del bianco · d2 pedone del bianco | a8 re del bianco · b8 cavallo del nero · g8 alfiere del bianco · a7 pedone del bianco · c7 alfiere del nero · b6 torre del nero · c6 pedone del bianco · b5 torre del nero · e5 cavallo del bianco · f5 donna del bianco · h5 donna del nero · b4 pedone del nero · d4 re del nero · e4 pedone del bianco · f4 torre del bianco · d3 cavallo del bianco · f3 pedone del bianco · c2 pedone del bianco · d2 pedone del bianco | 1 |
|   | a | b | c | d | e | f | g | h |   |

Soluzione:
 1. Df8 !  (min. 2. Dxb4+! Txb4 3. c3#) 
 1 ...Txe5 2. Dc5+ Txc5 3. e5# 

 1 ...Dxe5 2. Dg7 Dxg7 3. e5# 

 1 ...Txc6 2. Dg7 Txe5 3. Dg1# 

|   | a | b | c | d | e | f | g | h |   |
| 8 | f8 cavallo del bianco · h8 alfiere del nero · h7 torre del bianco · c6 torre del nero · e6 pedone del bianco · f6 cavallo del bianco · g6 pedone del nero · a5 torre del bianco · c5 donna del nero · f5 re del nero · c4 pedone del nero · h4 pedone del bianco · d3 alfiere del nero · f3 re del bianco · g3 alfiere del bianco · c2 alfiere del bianco · a1 donna del bianco | f8 cavallo del bianco · h8 alfiere del nero · h7 torre del bianco · c6 torre del nero · e6 pedone del bianco · f6 cavallo del bianco · g6 pedone del nero · a5 torre del bianco · c5 donna del nero · f5 re del nero · c4 pedone del nero · h4 pedone del bianco · d3 alfiere del nero · f3 re del bianco · g3 alfiere del bianco · c2 alfiere del bianco · a1 donna del bianco | f8 cavallo del bianco · h8 alfiere del nero · h7 torre del bianco · c6 torre del nero · e6 pedone del bianco · f6 cavallo del bianco · g6 pedone del nero · a5 torre del bianco · c5 donna del nero · f5 re del nero · c4 pedone del nero · h4 pedone del bianco · d3 alfiere del nero · f3 re del bianco · g3 alfiere del bianco · c2 alfiere del bianco · a1 donna del bianco | f8 cavallo del bianco · h8 alfiere del nero · h7 torre del bianco · c6 torre del nero · e6 pedone del bianco · f6 cavallo del bianco · g6 pedone del nero · a5 torre del bianco · c5 donna del nero · f5 re del nero · c4 pedone del nero · h4 pedone del bianco · d3 alfiere del nero · f3 re del bianco · g3 alfiere del bianco · c2 alfiere del bianco · a1 donna del bianco | f8 cavallo del bianco · h8 alfiere del nero · h7 torre del bianco · c6 torre del nero · e6 pedone del bianco · f6 cavallo del bianco · g6 pedone del nero · a5 torre del bianco · c5 donna del nero · f5 re del nero · c4 pedone del nero · h4 pedone del bianco · d3 alfiere del nero · f3 re del bianco · g3 alfiere del bianco · c2 alfiere del bianco · a1 donna del bianco | f8 cavallo del bianco · h8 alfiere del nero · h7 torre del bianco · c6 torre del nero · e6 pedone del bianco · f6 cavallo del bianco · g6 pedone del nero · a5 torre del bianco · c5 donna del nero · f5 re del nero · c4 pedone del nero · h4 pedone del bianco · d3 alfiere del nero · f3 re del bianco · g3 alfiere del bianco · c2 alfiere del bianco · a1 donna del bianco | f8 cavallo del bianco · h8 alfiere del nero · h7 torre del bianco · c6 torre del nero · e6 pedone del bianco · f6 cavallo del bianco · g6 pedone del nero · a5 torre del bianco · c5 donna del nero · f5 re del nero · c4 pedone del nero · h4 pedone del bianco · d3 alfiere del nero · f3 re del bianco · g3 alfiere del bianco · c2 alfiere del bianco · a1 donna del bianco | f8 cavallo del bianco · h8 alfiere del nero · h7 torre del bianco · c6 torre del nero · e6 pedone del bianco · f6 cavallo del bianco · g6 pedone del nero · a5 torre del bianco · c5 donna del nero · f5 re del nero · c4 pedone del nero · h4 pedone del bianco · d3 alfiere del nero · f3 re del bianco · g3 alfiere del bianco · c2 alfiere del bianco · a1 donna del bianco | 8 |
| 7 | f8 cavallo del bianco · h8 alfiere del nero · h7 torre del bianco · c6 torre del nero · e6 pedone del bianco · f6 cavallo del bianco · g6 pedone del nero · a5 torre del bianco · c5 donna del nero · f5 re del nero · c4 pedone del nero · h4 pedone del bianco · d3 alfiere del nero · f3 re del bianco · g3 alfiere del bianco · c2 alfiere del bianco · a1 donna del bianco | f8 cavallo del bianco · h8 alfiere del nero · h7 torre del bianco · c6 torre del nero · e6 pedone del bianco · f6 cavallo del bianco · g6 pedone del nero · a5 torre del bianco · c5 donna del nero · f5 re del nero · c4 pedone del nero · h4 pedone del bianco · d3 alfiere del nero · f3 re del bianco · g3 alfiere del bianco · c2 alfiere del bianco · a1 donna del bianco | f8 cavallo del bianco · h8 alfiere del nero · h7 torre del bianco · c6 torre del nero · e6 pedone del bianco · f6 cavallo del bianco · g6 pedone del nero · a5 torre del bianco · c5 donna del nero · f5 re del nero · c4 pedone del nero · h4 pedone del bianco · d3 alfiere del nero · f3 re del bianco · g3 alfiere del bianco · c2 alfiere del bianco · a1 donna del bianco | f8 cavallo del bianco · h8 alfiere del nero · h7 torre del bianco · c6 torre del nero · e6 pedone del bianco · f6 cavallo del bianco · g6 pedone del nero · a5 torre del bianco · c5 donna del nero · f5 re del nero · c4 pedone del nero · h4 pedone del bianco · d3 alfiere del nero · f3 re del bianco · g3 alfiere del bianco · c2 alfiere del bianco · a1 donna del bianco | f8 cavallo del bianco · h8 alfiere del nero · h7 torre del bianco · c6 torre del nero · e6 pedone del bianco · f6 cavallo del bianco · g6 pedone del nero · a5 torre del bianco · c5 donna del nero · f5 re del nero · c4 pedone del nero · h4 pedone del bianco · d3 alfiere del nero · f3 re del bianco · g3 alfiere del bianco · c2 alfiere del bianco · a1 donna del bianco | f8 cavallo del bianco · h8 alfiere del nero · h7 torre del bianco · c6 torre del nero · e6 pedone del bianco · f6 cavallo del bianco · g6 pedone del nero · a5 torre del bianco · c5 donna del nero · f5 re del nero · c4 pedone del nero · h4 pedone del bianco · d3 alfiere del nero · f3 re del bianco · g3 alfiere del bianco · c2 alfiere del bianco · a1 donna del bianco | f8 cavallo del bianco · h8 alfiere del nero · h7 torre del bianco · c6 torre del nero · e6 pedone del bianco · f6 cavallo del bianco · g6 pedone del nero · a5 torre del bianco · c5 donna del nero · f5 re del nero · c4 pedone del nero · h4 pedone del bianco · d3 alfiere del nero · f3 re del bianco · g3 alfiere del bianco · c2 alfiere del bianco · a1 donna del bianco | f8 cavallo del bianco · h8 alfiere del nero · h7 torre del bianco · c6 torre del nero · e6 pedone del bianco · f6 cavallo del bianco · g6 pedone del nero · a5 torre del bianco · c5 donna del nero · f5 re del nero · c4 pedone del nero · h4 pedone del bianco · d3 alfiere del nero · f3 re del bianco · g3 alfiere del bianco · c2 alfiere del bianco · a1 donna del bianco | 7 |
| 6 | f8 cavallo del bianco · h8 alfiere del nero · h7 torre del bianco · c6 torre del nero · e6 pedone del bianco · f6 cavallo del bianco · g6 pedone del nero · a5 torre del bianco · c5 donna del nero · f5 re del nero · c4 pedone del nero · h4 pedone del bianco · d3 alfiere del nero · f3 re del bianco · g3 alfiere del bianco · c2 alfiere del bianco · a1 donna del bianco | f8 cavallo del bianco · h8 alfiere del nero · h7 torre del bianco · c6 torre del nero · e6 pedone del bianco · f6 cavallo del bianco · g6 pedone del nero · a5 torre del bianco · c5 donna del nero · f5 re del nero · c4 pedone del nero · h4 pedone del bianco · d3 alfiere del nero · f3 re del bianco · g3 alfiere del bianco · c2 alfiere del bianco · a1 donna del bianco | f8 cavallo del bianco · h8 alfiere del nero · h7 torre del bianco · c6 torre del nero · e6 pedone del bianco · f6 cavallo del bianco · g6 pedone del nero · a5 torre del bianco · c5 donna del nero · f5 re del nero · c4 pedone del nero · h4 pedone del bianco · d3 alfiere del nero · f3 re del bianco · g3 alfiere del bianco · c2 alfiere del bianco · a1 donna del bianco | f8 cavallo del bianco · h8 alfiere del nero · h7 torre del bianco · c6 torre del nero · e6 pedone del bianco · f6 cavallo del bianco · g6 pedone del nero · a5 torre del bianco · c5 donna del nero · f5 re del nero · c4 pedone del nero · h4 pedone del bianco · d3 alfiere del nero · f3 re del bianco · g3 alfiere del bianco · c2 alfiere del bianco · a1 donna del bianco | f8 cavallo del bianco · h8 alfiere del nero · h7 torre del bianco · c6 torre del nero · e6 pedone del bianco · f6 cavallo del bianco · g6 pedone del nero · a5 torre del bianco · c5 donna del nero · f5 re del nero · c4 pedone del nero · h4 pedone del bianco · d3 alfiere del nero · f3 re del bianco · g3 alfiere del bianco · c2 alfiere del bianco · a1 donna del bianco | f8 cavallo del bianco · h8 alfiere del nero · h7 torre del bianco · c6 torre del nero · e6 pedone del bianco · f6 cavallo del bianco · g6 pedone del nero · a5 torre del bianco · c5 donna del nero · f5 re del nero · c4 pedone del nero · h4 pedone del bianco · d3 alfiere del nero · f3 re del bianco · g3 alfiere del bianco · c2 alfiere del bianco · a1 donna del bianco | f8 cavallo del bianco · h8 alfiere del nero · h7 torre del bianco · c6 torre del nero · e6 pedone del bianco · f6 cavallo del bianco · g6 pedone del nero · a5 torre del bianco · c5 donna del nero · f5 re del nero · c4 pedone del nero · h4 pedone del bianco · d3 alfiere del nero · f3 re del bianco · g3 alfiere del bianco · c2 alfiere del bianco · a1 donna del bianco | f8 cavallo del bianco · h8 alfiere del nero · h7 torre del bianco · c6 torre del nero · e6 pedone del bianco · f6 cavallo del bianco · g6 pedone del nero · a5 torre del bianco · c5 donna del nero · f5 re del nero · c4 pedone del nero · h4 pedone del bianco · d3 alfiere del nero · f3 re del bianco · g3 alfiere del bianco · c2 alfiere del bianco · a1 donna del bianco | 6 |
| 5 | f8 cavallo del bianco · h8 alfiere del nero · h7 torre del bianco · c6 torre del nero · e6 pedone del bianco · f6 cavallo del bianco · g6 pedone del nero · a5 torre del bianco · c5 donna del nero · f5 re del nero · c4 pedone del nero · h4 pedone del bianco · d3 alfiere del nero · f3 re del bianco · g3 alfiere del bianco · c2 alfiere del bianco · a1 donna del bianco | f8 cavallo del bianco · h8 alfiere del nero · h7 torre del bianco · c6 torre del nero · e6 pedone del bianco · f6 cavallo del bianco · g6 pedone del nero · a5 torre del bianco · c5 donna del nero · f5 re del nero · c4 pedone del nero · h4 pedone del bianco · d3 alfiere del nero · f3 re del bianco · g3 alfiere del bianco · c2 alfiere del bianco · a1 donna del bianco | f8 cavallo del bianco · h8 alfiere del nero · h7 torre del bianco · c6 torre del nero · e6 pedone del bianco · f6 cavallo del bianco · g6 pedone del nero · a5 torre del bianco · c5 donna del nero · f5 re del nero · c4 pedone del nero · h4 pedone del bianco · d3 alfiere del nero · f3 re del bianco · g3 alfiere del bianco · c2 alfiere del bianco · a1 donna del bianco | f8 cavallo del bianco · h8 alfiere del nero · h7 torre del bianco · c6 torre del nero · e6 pedone del bianco · f6 cavallo del bianco · g6 pedone del nero · a5 torre del bianco · c5 donna del nero · f5 re del nero · c4 pedone del nero · h4 pedone del bianco · d3 alfiere del nero · f3 re del bianco · g3 alfiere del bianco · c2 alfiere del bianco · a1 donna del bianco | f8 cavallo del bianco · h8 alfiere del nero · h7 torre del bianco · c6 torre del nero · e6 pedone del bianco · f6 cavallo del bianco · g6 pedone del nero · a5 torre del bianco · c5 donna del nero · f5 re del nero · c4 pedone del nero · h4 pedone del bianco · d3 alfiere del nero · f3 re del bianco · g3 alfiere del bianco · c2 alfiere del bianco · a1 donna del bianco | f8 cavallo del bianco · h8 alfiere del nero · h7 torre del bianco · c6 torre del nero · e6 pedone del bianco · f6 cavallo del bianco · g6 pedone del nero · a5 torre del bianco · c5 donna del nero · f5 re del nero · c4 pedone del nero · h4 pedone del bianco · d3 alfiere del nero · f3 re del bianco · g3 alfiere del bianco · c2 alfiere del bianco · a1 donna del bianco | f8 cavallo del bianco · h8 alfiere del nero · h7 torre del bianco · c6 torre del nero · e6 pedone del bianco · f6 cavallo del bianco · g6 pedone del nero · a5 torre del bianco · c5 donna del nero · f5 re del nero · c4 pedone del nero · h4 pedone del bianco · d3 alfiere del nero · f3 re del bianco · g3 alfiere del bianco · c2 alfiere del bianco · a1 donna del bianco | f8 cavallo del bianco · h8 alfiere del nero · h7 torre del bianco · c6 torre del nero · e6 pedone del bianco · f6 cavallo del bianco · g6 pedone del nero · a5 torre del bianco · c5 donna del nero · f5 re del nero · c4 pedone del nero · h4 pedone del bianco · d3 alfiere del nero · f3 re del bianco · g3 alfiere del bianco · c2 alfiere del bianco · a1 donna del bianco | 5 |
| 4 | f8 cavallo del bianco · h8 alfiere del nero · h7 torre del bianco · c6 torre del nero · e6 pedone del bianco · f6 cavallo del bianco · g6 pedone del nero · a5 torre del bianco · c5 donna del nero · f5 re del nero · c4 pedone del nero · h4 pedone del bianco · d3 alfiere del nero · f3 re del bianco · g3 alfiere del bianco · c2 alfiere del bianco · a1 donna del bianco | f8 cavallo del bianco · h8 alfiere del nero · h7 torre del bianco · c6 torre del nero · e6 pedone del bianco · f6 cavallo del bianco · g6 pedone del nero · a5 torre del bianco · c5 donna del nero · f5 re del nero · c4 pedone del nero · h4 pedone del bianco · d3 alfiere del nero · f3 re del bianco · g3 alfiere del bianco · c2 alfiere del bianco · a1 donna del bianco | f8 cavallo del bianco · h8 alfiere del nero · h7 torre del bianco · c6 torre del nero · e6 pedone del bianco · f6 cavallo del bianco · g6 pedone del nero · a5 torre del bianco · c5 donna del nero · f5 re del nero · c4 pedone del nero · h4 pedone del bianco · d3 alfiere del nero · f3 re del bianco · g3 alfiere del bianco · c2 alfiere del bianco · a1 donna del bianco | f8 cavallo del bianco · h8 alfiere del nero · h7 torre del bianco · c6 torre del nero · e6 pedone del bianco · f6 cavallo del bianco · g6 pedone del nero · a5 torre del bianco · c5 donna del nero · f5 re del nero · c4 pedone del nero · h4 pedone del bianco · d3 alfiere del nero · f3 re del bianco · g3 alfiere del bianco · c2 alfiere del bianco · a1 donna del bianco | f8 cavallo del bianco · h8 alfiere del nero · h7 torre del bianco · c6 torre del nero · e6 pedone del bianco · f6 cavallo del bianco · g6 pedone del nero · a5 torre del bianco · c5 donna del nero · f5 re del nero · c4 pedone del nero · h4 pedone del bianco · d3 alfiere del nero · f3 re del bianco · g3 alfiere del bianco · c2 alfiere del bianco · a1 donna del bianco | f8 cavallo del bianco · h8 alfiere del nero · h7 torre del bianco · c6 torre del nero · e6 pedone del bianco · f6 cavallo del bianco · g6 pedone del nero · a5 torre del bianco · c5 donna del nero · f5 re del nero · c4 pedone del nero · h4 pedone del bianco · d3 alfiere del nero · f3 re del bianco · g3 alfiere del bianco · c2 alfiere del bianco · a1 donna del bianco | f8 cavallo del bianco · h8 alfiere del nero · h7 torre del bianco · c6 torre del nero · e6 pedone del bianco · f6 cavallo del bianco · g6 pedone del nero · a5 torre del bianco · c5 donna del nero · f5 re del nero · c4 pedone del nero · h4 pedone del bianco · d3 alfiere del nero · f3 re del bianco · g3 alfiere del bianco · c2 alfiere del bianco · a1 donna del bianco | f8 cavallo del bianco · h8 alfiere del nero · h7 torre del bianco · c6 torre del nero · e6 pedone del bianco · f6 cavallo del bianco · g6 pedone del nero · a5 torre del bianco · c5 donna del nero · f5 re del nero · c4 pedone del nero · h4 pedone del bianco · d3 alfiere del nero · f3 re del bianco · g3 alfiere del bianco · c2 alfiere del bianco · a1 donna del bianco | 4 |
| 3 | f8 cavallo del bianco · h8 alfiere del nero · h7 torre del bianco · c6 torre del nero · e6 pedone del bianco · f6 cavallo del bianco · g6 pedone del nero · a5 torre del bianco · c5 donna del nero · f5 re del nero · c4 pedone del nero · h4 pedone del bianco · d3 alfiere del nero · f3 re del bianco · g3 alfiere del bianco · c2 alfiere del bianco · a1 donna del bianco | f8 cavallo del bianco · h8 alfiere del nero · h7 torre del bianco · c6 torre del nero · e6 pedone del bianco · f6 cavallo del bianco · g6 pedone del nero · a5 torre del bianco · c5 donna del nero · f5 re del nero · c4 pedone del nero · h4 pedone del bianco · d3 alfiere del nero · f3 re del bianco · g3 alfiere del bianco · c2 alfiere del bianco · a1 donna del bianco | f8 cavallo del bianco · h8 alfiere del nero · h7 torre del bianco · c6 torre del nero · e6 pedone del bianco · f6 cavallo del bianco · g6 pedone del nero · a5 torre del bianco · c5 donna del nero · f5 re del nero · c4 pedone del nero · h4 pedone del bianco · d3 alfiere del nero · f3 re del bianco · g3 alfiere del bianco · c2 alfiere del bianco · a1 donna del bianco | f8 cavallo del bianco · h8 alfiere del nero · h7 torre del bianco · c6 torre del nero · e6 pedone del bianco · f6 cavallo del bianco · g6 pedone del nero · a5 torre del bianco · c5 donna del nero · f5 re del nero · c4 pedone del nero · h4 pedone del bianco · d3 alfiere del nero · f3 re del bianco · g3 alfiere del bianco · c2 alfiere del bianco · a1 donna del bianco | f8 cavallo del bianco · h8 alfiere del nero · h7 torre del bianco · c6 torre del nero · e6 pedone del bianco · f6 cavallo del bianco · g6 pedone del nero · a5 torre del bianco · c5 donna del nero · f5 re del nero · c4 pedone del nero · h4 pedone del bianco · d3 alfiere del nero · f3 re del bianco · g3 alfiere del bianco · c2 alfiere del bianco · a1 donna del bianco | f8 cavallo del bianco · h8 alfiere del nero · h7 torre del bianco · c6 torre del nero · e6 pedone del bianco · f6 cavallo del bianco · g6 pedone del nero · a5 torre del bianco · c5 donna del nero · f5 re del nero · c4 pedone del nero · h4 pedone del bianco · d3 alfiere del nero · f3 re del bianco · g3 alfiere del bianco · c2 alfiere del bianco · a1 donna del bianco | f8 cavallo del bianco · h8 alfiere del nero · h7 torre del bianco · c6 torre del nero · e6 pedone del bianco · f6 cavallo del bianco · g6 pedone del nero · a5 torre del bianco · c5 donna del nero · f5 re del nero · c4 pedone del nero · h4 pedone del bianco · d3 alfiere del nero · f3 re del bianco · g3 alfiere del bianco · c2 alfiere del bianco · a1 donna del bianco | f8 cavallo del bianco · h8 alfiere del nero · h7 torre del bianco · c6 torre del nero · e6 pedone del bianco · f6 cavallo del bianco · g6 pedone del nero · a5 torre del bianco · c5 donna del nero · f5 re del nero · c4 pedone del nero · h4 pedone del bianco · d3 alfiere del nero · f3 re del bianco · g3 alfiere del bianco · c2 alfiere del bianco · a1 donna del bianco | 3 |
| 2 | f8 cavallo del bianco · h8 alfiere del nero · h7 torre del bianco · c6 torre del nero · e6 pedone del bianco · f6 cavallo del bianco · g6 pedone del nero · a5 torre del bianco · c5 donna del nero · f5 re del nero · c4 pedone del nero · h4 pedone del bianco · d3 alfiere del nero · f3 re del bianco · g3 alfiere del bianco · c2 alfiere del bianco · a1 donna del bianco | f8 cavallo del bianco · h8 alfiere del nero · h7 torre del bianco · c6 torre del nero · e6 pedone del bianco · f6 cavallo del bianco · g6 pedone del nero · a5 torre del bianco · c5 donna del nero · f5 re del nero · c4 pedone del nero · h4 pedone del bianco · d3 alfiere del nero · f3 re del bianco · g3 alfiere del bianco · c2 alfiere del bianco · a1 donna del bianco | f8 cavallo del bianco · h8 alfiere del nero · h7 torre del bianco · c6 torre del nero · e6 pedone del bianco · f6 cavallo del bianco · g6 pedone del nero · a5 torre del bianco · c5 donna del nero · f5 re del nero · c4 pedone del nero · h4 pedone del bianco · d3 alfiere del nero · f3 re del bianco · g3 alfiere del bianco · c2 alfiere del bianco · a1 donna del bianco | f8 cavallo del bianco · h8 alfiere del nero · h7 torre del bianco · c6 torre del nero · e6 pedone del bianco · f6 cavallo del bianco · g6 pedone del nero · a5 torre del bianco · c5 donna del nero · f5 re del nero · c4 pedone del nero · h4 pedone del bianco · d3 alfiere del nero · f3 re del bianco · g3 alfiere del bianco · c2 alfiere del bianco · a1 donna del bianco | f8 cavallo del bianco · h8 alfiere del nero · h7 torre del bianco · c6 torre del nero · e6 pedone del bianco · f6 cavallo del bianco · g6 pedone del nero · a5 torre del bianco · c5 donna del nero · f5 re del nero · c4 pedone del nero · h4 pedone del bianco · d3 alfiere del nero · f3 re del bianco · g3 alfiere del bianco · c2 alfiere del bianco · a1 donna del bianco | f8 cavallo del bianco · h8 alfiere del nero · h7 torre del bianco · c6 torre del nero · e6 pedone del bianco · f6 cavallo del bianco · g6 pedone del nero · a5 torre del bianco · c5 donna del nero · f5 re del nero · c4 pedone del nero · h4 pedone del bianco · d3 alfiere del nero · f3 re del bianco · g3 alfiere del bianco · c2 alfiere del bianco · a1 donna del bianco | f8 cavallo del bianco · h8 alfiere del nero · h7 torre del bianco · c6 torre del nero · e6 pedone del bianco · f6 cavallo del bianco · g6 pedone del nero · a5 torre del bianco · c5 donna del nero · f5 re del nero · c4 pedone del nero · h4 pedone del bianco · d3 alfiere del nero · f3 re del bianco · g3 alfiere del bianco · c2 alfiere del bianco · a1 donna del bianco | f8 cavallo del bianco · h8 alfiere del nero · h7 torre del bianco · c6 torre del nero · e6 pedone del bianco · f6 cavallo del bianco · g6 pedone del nero · a5 torre del bianco · c5 donna del nero · f5 re del nero · c4 pedone del nero · h4 pedone del bianco · d3 alfiere del nero · f3 re del bianco · g3 alfiere del bianco · c2 alfiere del bianco · a1 donna del bianco | 2 |
| 1 | f8 cavallo del bianco · h8 alfiere del nero · h7 torre del bianco · c6 torre del nero · e6 pedone del bianco · f6 cavallo del bianco · g6 pedone del nero · a5 torre del bianco · c5 donna del nero · f5 re del nero · c4 pedone del nero · h4 pedone del bianco · d3 alfiere del nero · f3 re del bianco · g3 alfiere del bianco · c2 alfiere del bianco · a1 donna del bianco | f8 cavallo del bianco · h8 alfiere del nero · h7 torre del bianco · c6 torre del nero · e6 pedone del bianco · f6 cavallo del bianco · g6 pedone del nero · a5 torre del bianco · c5 donna del nero · f5 re del nero · c4 pedone del nero · h4 pedone del bianco · d3 alfiere del nero · f3 re del bianco · g3 alfiere del bianco · c2 alfiere del bianco · a1 donna del bianco | f8 cavallo del bianco · h8 alfiere del nero · h7 torre del bianco · c6 torre del nero · e6 pedone del bianco · f6 cavallo del bianco · g6 pedone del nero · a5 torre del bianco · c5 donna del nero · f5 re del nero · c4 pedone del nero · h4 pedone del bianco · d3 alfiere del nero · f3 re del bianco · g3 alfiere del bianco · c2 alfiere del bianco · a1 donna del bianco | f8 cavallo del bianco · h8 alfiere del nero · h7 torre del bianco · c6 torre del nero · e6 pedone del bianco · f6 cavallo del bianco · g6 pedone del nero · a5 torre del bianco · c5 donna del nero · f5 re del nero · c4 pedone del nero · h4 pedone del bianco · d3 alfiere del nero · f3 re del bianco · g3 alfiere del bianco · c2 alfiere del bianco · a1 donna del bianco | f8 cavallo del bianco · h8 alfiere del nero · h7 torre del bianco · c6 torre del nero · e6 pedone del bianco · f6 cavallo del bianco · g6 pedone del nero · a5 torre del bianco · c5 donna del nero · f5 re del nero · c4 pedone del nero · h4 pedone del bianco · d3 alfiere del nero · f3 re del bianco · g3 alfiere del bianco · c2 alfiere del bianco · a1 donna del bianco | f8 cavallo del bianco · h8 alfiere del nero · h7 torre del bianco · c6 torre del nero · e6 pedone del bianco · f6 cavallo del bianco · g6 pedone del nero · a5 torre del bianco · c5 donna del nero · f5 re del nero · c4 pedone del nero · h4 pedone del bianco · d3 alfiere del nero · f3 re del bianco · g3 alfiere del bianco · c2 alfiere del bianco · a1 donna del bianco | f8 cavallo del bianco · h8 alfiere del nero · h7 torre del bianco · c6 torre del nero · e6 pedone del bianco · f6 cavallo del bianco · g6 pedone del nero · a5 torre del bianco · c5 donna del nero · f5 re del nero · c4 pedone del nero · h4 pedone del bianco · d3 alfiere del nero · f3 re del bianco · g3 alfiere del bianco · c2 alfiere del bianco · a1 donna del bianco | f8 cavallo del bianco · h8 alfiere del nero · h7 torre del bianco · c6 torre del nero · e6 pedone del bianco · f6 cavallo del bianco · g6 pedone del nero · a5 torre del bianco · c5 donna del nero · f5 re del nero · c4 pedone del nero · h4 pedone del bianco · d3 alfiere del nero · f3 re del bianco · g3 alfiere del bianco · c2 alfiere del bianco · a1 donna del bianco | 1 |
|   | a | b | c | d | e | f | g | h |   |

Soluzione:
 1. Df1 !  (2. Rg2#)

 1 ...Ae4+ 2. Re2# 

 1 ...Qd5+ 2. Re3# 